# 상용차
상용차(商用車, 영어: commercial vehicle)는 사업에 사용되는 자동차로 아래와 같은 차종을 들 수 있다.

## 물건의 수송에 사용되는 것
- 트럭
- 지게차
- 화물차

## 사람의 수송에 사용되는 것
- 버스
- 택시
  - 하이어(en:hire)
- 렌터카
- 승합차

## 같이 보기
- 버스 운전사
- 트럭 운전사